# Nevil Shute
Nevil Shute Norway (17. ledna 1899, Londýn – 12. ledna 1960, Melbourne) byl anglicko-australský spisovatel a letecký inženýr. Napsal 24 románů a novel. Nejznámější z nich je On the Beach (1957) odehrávající se v Melbourne, jehož obyvatelstvo čeká na smrt v důsledku jaderné války. Kniha byla v roce 1959 zfilmována Stanley Kramerem s Gregorym Peckem a Avou Gardnerovou v hlavních rolích.

## Život
Vystudoval inženýrské vědy na Balliolově koleji v Oxfordu, absolvoval v roce 1922. V roce 1924 získal místo u společnosti Vickers, kde se podílel na státním projektu vývoje vzducholodí. Pracoval na vývoji vzducholodi R100. Celý projekt byl ale vládou zrušen po havárii konkurenčního stroje R101 u Beauvais ve Francii v roce 1930. Tato zkušenost vedla k jeho odporu vůči byrokracii, což se projevilo i v mnoha jeho románech. V roce 1931 se spojil s talentovaným konstruktérem A. Hessellem Tiltmanem a založili soukromou společnost Airspeed orientovanou na stavbu letadel. Navzdory překážkám společnost Airspeed nakonec získala uznání, když byl její letoun Airspeed AS.6 Envoy vybrán pro Královskou letku (čtyři tyto letouny zakoupily roku 1939 i Československé státní aerolinie). S blížící se druhou světovou válkou byla vyvinuta vojenská verze Envoy, která se jmenovala Airspeed Oxford. Stala se standardním cvičným letounem RAF, bylo vyrobeno více než 8500 kusů. Za války pracoval na vývoji tajných zbraní, jako byl panjandrum. Vyvíjel také protiponorkovou střelu Rocket Spear.
Jeho sláva jako spisovatele způsobila, že ho ministerstvo informací vyslalo 6. června 1944 pokrývat vylodění v Normandii jako korespondenta. Později stejně mapoval boje v Barmě. Válku dokončil v hodnosti nadporučíka. V roce 1950, znechucen britskou labouristickou vládou, se usadil v Austrálii. Zde už dožil, přesto nikdy nepožádal o australské občanství, byť by jeho udělení bylo pro něj, jako britského občana, pouhou formalitou. Přesto ho Australané vidí jako australského autora a významnou postavu australské literatury.

## Dílo
V roce 1926 mu vyšel první román, Marazan. Poté psal v průměru jeden román každé dva roky. Prodej jeho knih rostl pomalu s každým románem, ale největší slávu mu přinesla jeho předposlední kniha On the Beach vydaná v roce 1957. Jeho romány se dělí do tří skupiny: letecká dobrodružství, příběhy z druhé světové války a příběhy odehrávající se v Austrálii. Australské romány jsou chvalozpěvy na tuto zemi, s jemným znevažováním mravů Spojených států a otevřenými antipatiemi vůči poválečné socialistické vládě Shuteovy rodné Británie. Letectví a strojírenství tvoří pozadí mnoha jeho próz. Jeho velkými tématy jsou důstojnost práce a překonávání společenských rozdílů – ať už sociálních, rasových nebo náboženských. Do některých svých děl zahrnul prvky fantasy, sci-fi a alternativní historie, nebál se ani paranormálních jevů. Shuteovo poslední dílo, The Seafarers, bylo publikováno více než 40 let po jeho smrti.